# Животная книга духоборцев
Животная книга духоборцев — до 1909 понятие, обозначавшее всю совокупность псалмов духоборов, хранившихся в устной традиции. После издания в 1909 В. Д. Бонч-Бруевичем записей данных псалмов и других текстов духоборов под таким же заглавием, именно это издание получило данное название. Крайне редкое, это издание по сей день является в среде духоборов огромной ценностью и символом идентификации.

## Устное бытование
Книгу нашу, — говорят духоборы о «животной книге», — нельзя ни порвать, ни забросить, ни потерять. Она лежит глубоко в сердце человеческом.
Совместное пение, когда 40 человек и более поют один и тот же текст, иногда составляя сложное многоголосие, которое Л. А. Сулержицкий назвал «фугой», практиковалось наряду с чтением текстов псалмов сольно.

## История
Владимир Бонч-Бруевич (и его жена Вера Величкина), прибыв с четвёртым пароходом, перевозившим духоборов в Канаду, поселился в селе Михайлово близ Йорктона и «был занят духовной стороной: с помощью Амелеши Каныгина и других почётных старичков посещал сёла» и записывал Животную книгу духоборов (ЖКД). Наряду с псалмами, это были также «заговоры от порчи, присухи, колдунов и всевозможных болезней». Записи с поездками по местам расселения проводились им до тех пор, пока новые тексты перестали попадаться. Всего он записал более 1 000 псалмов и других текстов. Псалмы отпечатал книгой, а заговоры, как сообщали сами духоборы, 
чтобы не показывать темноту духоборцев, выбросил, как ненужный хлам.
Будучи изданной в России, книга не получила распространения в общине в Канаде. В целом неграмотные и малограмотные общинники пользовалась устным воспроизведением текстов. Наряду с псалмами и стихами статус сакральных текстов здесь имели также письма вождя духоборов Канады, Петра Веригина.
В 1920-е гг. в СССР, с ужесточением антирелигиозной борьбы, сам Бонч-Бруевич столкнулся с обвинениями в пособничестве сектантам, а его книга уничтожалась как властями, так и самими духоборами (которые иногда также закапывали её) 

## Особенности
Сборник (первая и единственная такого объёма письменная фиксация сакральных текстов духоборов) был составлен и осуществлён специалистом в области русского сектантства, а не представителем традиции. Как Бонч-Бруевич утверждает в предисловии, его попросили об этом духоборы, вывезенные им и единомышленниками в Канаду (соответственно, записи в основном сделаны в 1899 году), для оставшихся в России единоверцев. При этом в эмигрантской общине отсутствовал её руководитель Пётр Веригин, в то время пребывающий в ссылке в Обдорске.
Сборник фиксирует характерную особенность духоборчества: в свод священных текстов включены ответы на вопросы представителей духовных и светских властей, причем фиксируются имена российских императоров и др., соответствующие времени создания текстов.
Сличение текстов Животной книги духоборцев с текстами Библии проводилось Бонч-Бруевичем бессистемно. Другие виды источниковедческого и текстологического анализа не применялись, хотя в предисловии Бонч-Бруевич наметил такие перспективы исследования, как сличение с текстами молокан и др.

## Структура
- Вопросы и ответы
- Псалмы
  - Псалмы догматические
  - Псалмы о загробной жизни и о будущем суде
  - Псалмы обличительные
  - Псалмы поучительные
  - Псалмы просительные
  - Псалмы благодарственные
  - Псалмы хвалебные
  - Псалмы на евангельские события
  - Разные псалмы
- Сны пресвятой Богородицы
- Сказания, наставления, праздники, поминовения и прочее
- Стишки
- Приветствия

## См также
- Кормчая книга